# ثيودور أوهارا
ثيودور أوهارا (بالإنجليزية: Theodore O'Hara)‏ هو شاعر أمريكي، ولد في 11 فبراير 1820 في دانفيل في الولايات المتحدة، وتوفي في 6 يونيو 1867 في مقاطعة بولوك في الولايات المتحدة.